# Именем итальянского народа
«Именем итальянского народа» (итал. In nome del popolo italiano) — фильм 1971 года режиссёра Дино Ризи. Рассказ о кризисе итальянской судебной власти и растущей коррупции.

## Сюжет
Скромный судья Мариано Бонифаци расследует причины смерти молодой девушки Сильваны Ладзорини. Подозрение в том, что девушка была убита, падает на коррумпированного мощного строительного промышленника Лоренцо Сантеночито, мораль которого не останавливается ни перед чем. Неподкупный судья Бонифаци очень ненавидит высокопоставленных мошенников и аферистов. И будет ли он объективным в своих действиях до конца?

## В ролях
- Витторио Гассман — Лоренцо Сантеночито
- Уго Тоньяцци — Мариано Бонифаци
- Эли Галлеани — Сильвана Ладзорини
- Ивон Фурнье — Лавиния Сантеночито
- Симонетта Стефанелли — Гуджи Сантеночито
- Ренато Бальдини — Реджинье Чериони